# Erik Haunstrup Clemmensen
Erik Haunstrup Clemmensen, född 19 september 1920 i Köpenhamn, död 22 februari 2009, var en dansk direktör och politiker för Det Konservative Folkeparti. Han var folketingsledamot 1960-1971 och 1973-1977 samt partiledare 1972-1974.
Erik Haunstrup Clemmensen var son till trikotagehandlaren Jens Haunstrup Clemmensen (1876–1937) och läraren Betty Bruhn (1884–1969). Han tog studentexamen från Østersøgades gymnasium 1939 och blev cand. polit. från Köpenhamns universitet 1947. Samma år blev han anställd på bryggerikoncernen Carlsberg och avancerade sedan till att bli underdirektör (1956-1960) och vice direktör (1960-1964). Han var sedan direktör för Novo Industri A/S och Novo Terapeutisk Laboratorium A/S (1964-1970) samt vice ordförande av Foreningen af danske medicinfabrikker (MEFA) 1966-1970. Han var representant i Østifternes Kreditforening (1963-1970) och ordförande av Kreditforeningen Danmark (1972-1988) och ordförande av Realkreditrådet (1972-1976).
Clemmensens började sin politiska karriär i Konservativ Ungdom i Köpenhamn och Frederiksberg, vars ordförande han var 1942-1947. Han var samtidigt ledamot i partistyrelsen (1945-1948 och 1952-1990) och ordförande av partiets nomineringsgrupp i Köpenhamn (1956-1973). Han var ledamot i Folketinget 1960-1971 och 1973-1977 för Brønshøjs valkrets och engagerade sig främst i ekonomiska och näringspolitiska frågor. Han var vice partiledare från 1963, partiets politiska talesman 1968-1971, representant i Danmarks Nationalbank 1968-1971 och partiledare 1972-1974. Som partiledare försökte han föra partiet mer mot den politiska mittfåran och upprätta ett samarbete med bl.a. Socialdemokratiet. Detta stoppades dock av Erik Ninn-Hansen, som företrädde partiets mer konservativa falang. Det ledde till en maktkamp inom partiet som slutade 1974 med att både Clemmensen och Ninn-Hansen lämnade sina uppdrag och överlämnade partiledarskapet till Poul Schlüter. Clemmensen fortsatte som folketingsledamot till 1977.
Clemmensen var även ledamot i Grænseforeningens styrelse och verkställande utskott (1961-1994) samt föreningens vice ordförande (1963-1966) och ordförande (1966-1972).